# Eriopyga renalba
Eriopyga renalba är en fjärilsart som beskrevs av William Schaus 1911. Eriopyga renalba ingår i släktet Eriopyga och familjen nattflyn. Inga underarter finns listade i Catalogue of Life.